# Cruden Bay
Cruden Bay est un village d'Écosse situé au nord d'Aberdeen. Il est une petite station balnéaire. À proximité se trouvent les ruines du nouveau château de Slains.

## Histoire
Cruden Bay est connu pour avoir été un lieu de villégiature de l'écrivain irlandais Bram Stoker. Il y a séjourné à plusieurs reprises en famille, dans l'unique auberge du lieu, qui existe toujours, Kilmarnock Arms. C'est là que Stoker a rédigé L'Homme de Shorrox et La Palissade rouge dans les années 1890.
C'est en partant de la plage de Cruden Bay que Tryggve Gran effectue le premier vol au-dessus de la mer du Nord en 1914.